# 23. srpen
23. srpen je 235. den roku podle gregoriánského kalendáře (236. v přestupném roce). Do konce roku zbývá 130 dní.

## Události

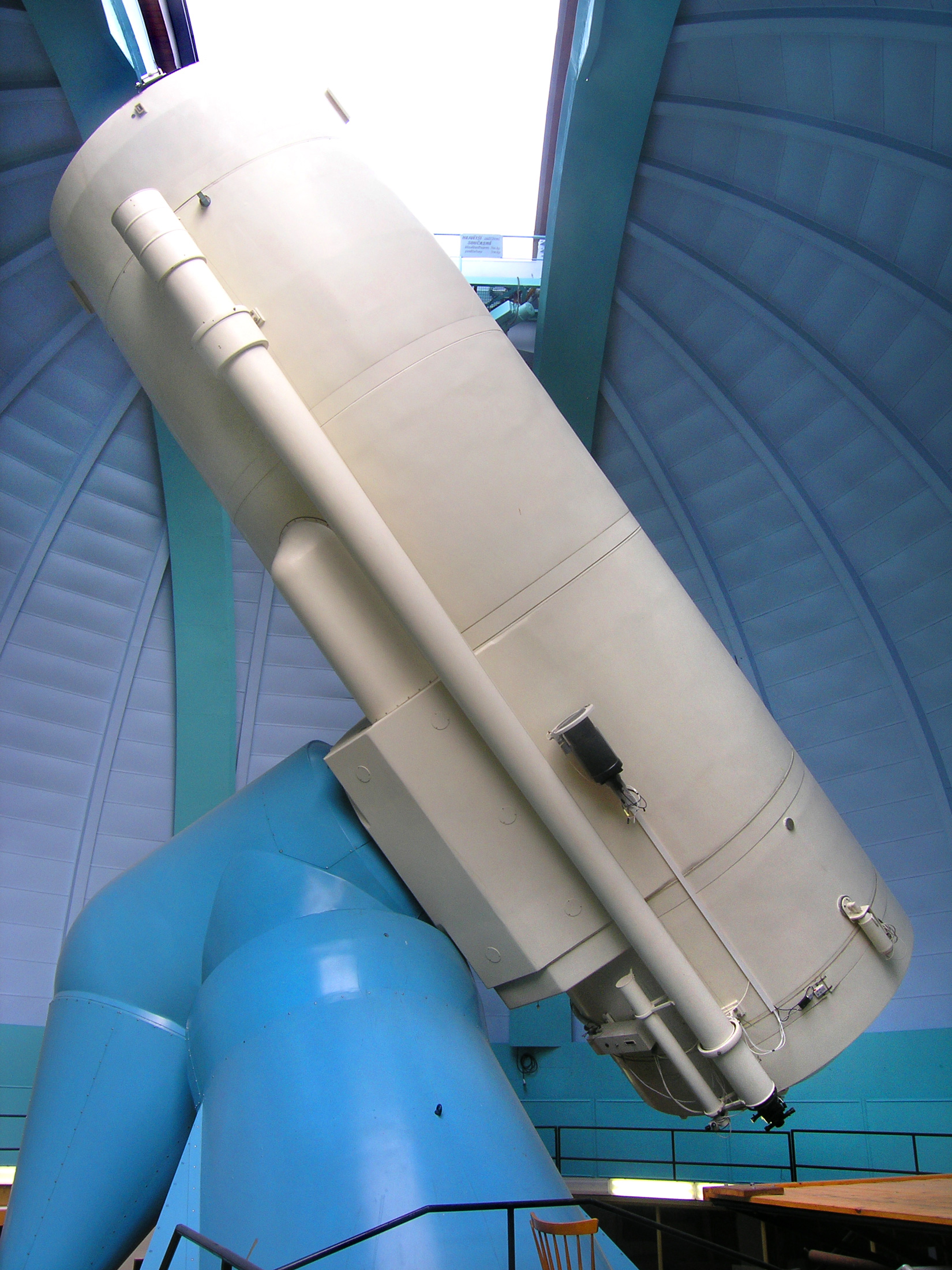
Největší český dalekohled

### Česko
- 1040 – V bitvě u Brůdku bylo vojsko německého krále Jindřicha III. poraženo českým vojskem.
- 1283 – Rudolf I. Habsburský rozhodl, že dluhy Čechů za osvobození Václava II. jsou neplatné
- 1436 – Za velkých ovací Pražanů vjíždí osmašedesátiletý Zikmund Lucemburský slavnostně do Prahy po 33 letech nepřítomnosti. Jeho korunovace se už odehrála 28. 7. 1420 v chrámu sv. Víta
- 1547 – Bartolomějský sněm na pražském hradě za přítomnosti Ferdinanda I. Habsburského potvrdil dědičné právo Habsburků na český trůn a omezil podstatně moc šlechty. Stavovské spolky byly zakázány a král si vyhradil právo svolávat sněm.
- 1816 – Vyšel dekret dvorské studijní komise, podle kterého se mohli řediteli a profesory na gymnáziích v českých městech i v městech, kde žili společné Češi a Němci, stát jen ti uchazeči, kteří ovládali český jazyk.
- 1852 – Řecký král Ota I., za svého pobytu v Karlových Varech, navštívil Kyselku. Se svolením panovníka byl hlavní pramen Kyselky nazván jeho jménem – Ottův pramen. Na královu žádost bylo poté do Athén odesláno 450 džbánků kysibelské vody.
- 1919 – Na výzvu Leoše Janáčka nastupuje František Neumann jako dirigent do brněnské opery
- 1939 – Oldřich Nový podepisuje smlouvu na film Eva tropí hlouposti. Jeho partnerkou bude zase Nataša Gollová
- 1967 – V Ondřejově u Prahy byl u příležitosti 13. kongresu Mezinárodní astronomické Unie slavnostně uveden do provozu dvoumetrový dalekohled.
- 1968
  - Marta Kubišová nazpívala píseň Jindřicha Brabce a Petra Rady Modlitba pro Martu pro televizní pořad Píseň pro Rudolfa III.
  - Prezident Generál Ludvík Svoboda odjíždí do Moskvy na jednání předsednictva ÚV KSČ a politbyra ÚV KSSS o normalizaci v ČSSR, na němž byl podepsán protokol o opatřeních k upevnění socialismu v ČSSR. Jednání trvalo do 26. srpna.
- 1969 – Výrobní linku AZNP Mladá Boleslav při sobotní ranní směně opustily první sériové automobily Škoda 100/110, oficiální sériová výroba však začala o dva dny později v pondělí ráno.
- 1989 – Německá ambasáda v Praze se pro veřejnost uzavřela, počet uprchlíků přesto vzrůstal. Stovky trabantů a wartburgů s východoněmeckými poznávacími značkami zaplavily ulice Malé Strany, uprchlíci obsadili pražské velvyslanectví SRN a snažili se tak získat azyl.

### Svět
- 0030 př. n. l. – Po úspěšné invazi Egypta popravil Octavianus Marca Antonia Antylla, nejstaršího syna Marka Antonia, a Caesariona, posledního krále Ptolemajovské dynastie, jediného syna Kleopatry a Julia Caesara
- 0079 – Na slavnosti římského boha ohně Vulcanaliích Vulkana vydává sopka Vesuv první varovné signály: už čtyři dny je od vrcholu Vesuvu slyšet rachot, z hory začínají vycházet první obláčky páry a vylétávat kamení.
- 0406 – Římská armáda, vedená Stilichem, porazila u Florencie barbarské hordy Radagaisa. Prchající Radagaisus byl římskými vojáky zajat a popraven.
- 1244 – Turci ve službách egyptského sultána dobyli Jeruzalém, který ovládali křížoví rytíři. Jeruzalémské království se tak dostalo do rukou muslimů a definitivně zaniklo r. 1291.
- 1305 – Vůdce skotského povstání proti Angličanům William Wallace byl v Londýně po krutém mučení popraven.
- 1514 – Osmané a Safíovci se setkali v bitvě na Čaldiránské rovině, která skončila osmanským vítězstvím.
- 1572 – V Paříži vypukla pověstná Bartolomějská noc, během niž bylo zákeřně zavražděno 3000 hugenotů, kteří se v Paříži shromáždili při příležitosti sňatku jejich vůdce Jindřicha Navarrského, pozdějšího krále Jindřicha IV. s Markétou z Valois.
- 1617 – V Londýně vznikla první jednosměrná ulice na světě
- 1799 – Po svém egyptském tažení opouští Napoleon Egypt a vrací se do Francie, aby převzal moc.
- 1813 – Napoleonské války: vojska francouzského maršála Oudinota byla poražena prusko-švédskými silami v bitvě u Grossbeerenu.
- 1866 – Prusko-rakouská válka: konflikt vyvrcholil porážkou Rakouska a podepsáním Pražského míru.
- 1903 – V Londýně skončil ilegální 2. sjezd Sociálně demokratické dělnické strany Ruska, na kterém se ve straně utvořily dvě frakce – radikální bolševiky (v čele s Leninem) a umírněné menševiky (v čele s Martovem); sjezd začal 30. července 1903 v Bruselu.
- 1913 – Kodaň dostává Malou mořskou vílu, symbol dánské metropole. Bronzovou vílu vytvořil sochař Edvard Eriksen na žádost Carla Jakobsena, majitele pivovaru Carlsberg, kterého zcela uchvátil balet Malá mořská víla na motivy pohádky Hanse Christiana Andersena.
- 1914
  - První světová válka: začala bitva u Tannenbergu.
  - První světová válka: došlo k prvnímu střetnutí mezi rakousko-uherskou a ruskou armádou v bitvě u Krašniku.
  - Japonský císař Jošihito vyhlašuje válku Německu
  - První světová válka: v bitvě u Monsu porazila německá 1. armáda o síle 170 000 mužů britský expediční sbor čítající 70 000 vojáků.
- 1915 – Ruský car Nikolaj II. přebírá vedení ruské armády
- 1917 – Německo zakazuje soukromé koupání, aby se šetřilo vodou a uhlím
- 1926 – Smrt filmové hvězdy němého filmu Rudolfa Valentina ve věku 31 let přivádí Ameriku na pokraj davového šílenství. Statistika uvádí několik desítek pokusů o sebevraždu jeho ctitelek.
- 1929 – Arabové při hebronském masakru brutálně povraždili 67 ortodoxních Židů v Hebronu.
- 1931 – Gyula Károlyi se stal premiérem Maďarska.
- 1939 – V Moskvě byl podepsán pakt Molotov–Ribbentrop – smlouva o neútočení mezi Sovětským svazem a nacistickým Německem.
- 1941 – Druhá světová válka: začala bitva o Kyjevský kotel.
- 1943 – Skončila bitva u Kurska – největší tankové střetnutí všech dob. Začala 5. července 1943.
- 1948 – Byla založena Světová rada církví.
- 1968 – Bubeník Ringo Starr se pohádal s ostatními členy Beatles a na protest skupinu dočasně opustil Beatles.[1]
- 1979
  - Organizace spojených národů otevřela ve Vídni svoji pobočku
  - Tanečník moskevského Velkého Baletu Alexander Godunov emigroval při zájezdu souboru do New Yorku
- 1989 – Dva miliony lidí z Estonska, Lotyšska a Litvy vytvořily lidský řetěz mezi městy Vilnius a Tallinn, aby vyjádřily touhu pobaltských národů po nezávislosti na Sovětském svazu.
- 1998 – Zahájení vysílání televizní seriálu Zlatá Sedmdesátá

## Narození
Automatický abecedně řazený seznam viz Kategorie:Narození 23. srpna

### Česko
- 1585

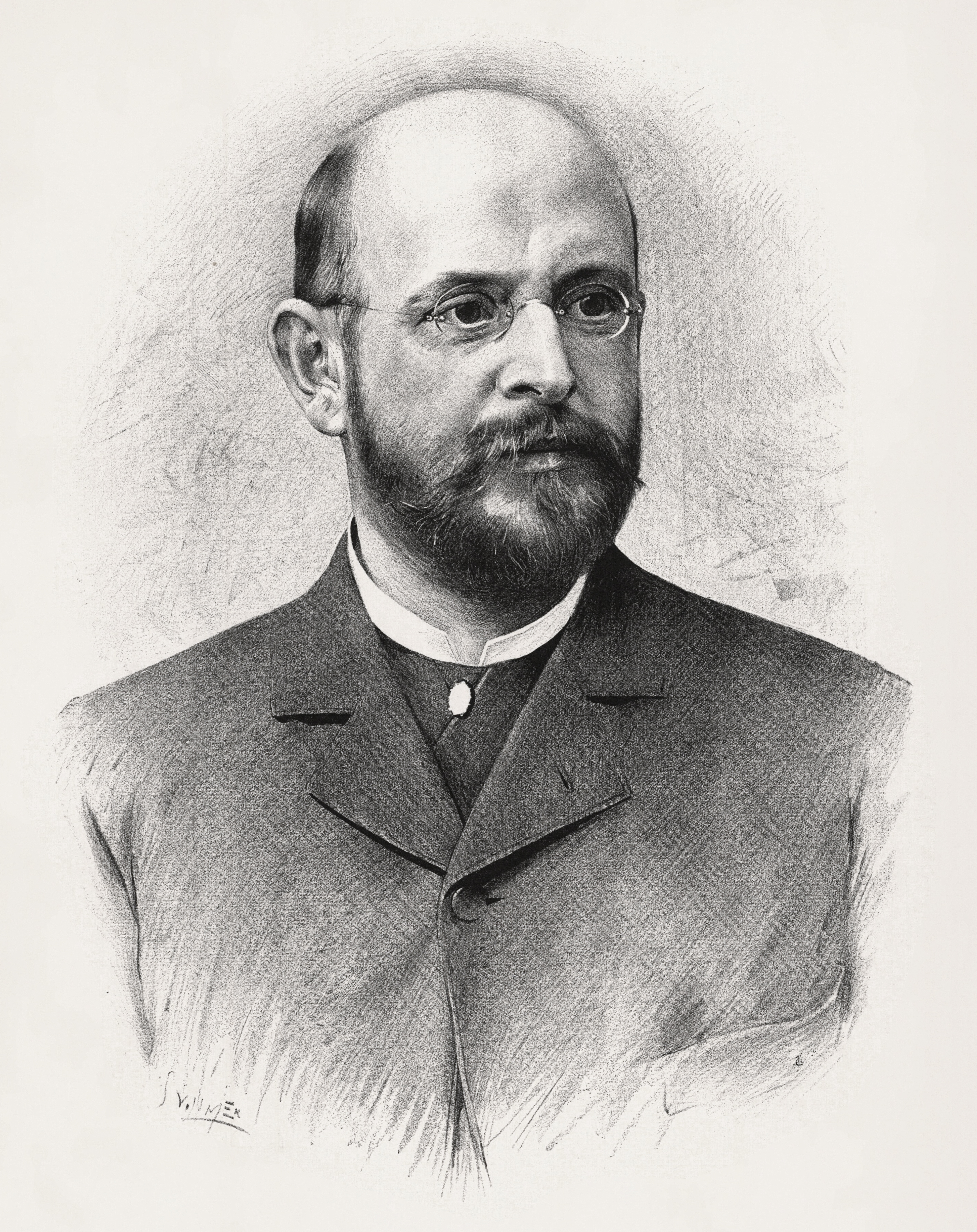
Alois Jirásek (* 1851)

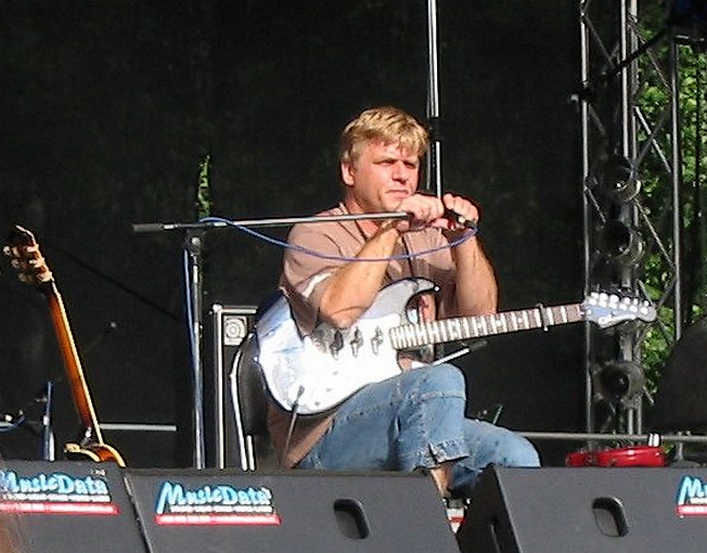
Karel Plíhal (* 1958)

  - Jan mladší Skrbenský z Hříště, šlechtic († 5. března 1665)
  - Václav Slavibor Skrbenský z Hříště, šlechtic († 1619)
- 1807 – Albert Nostitz-Rieneck, nejvyšší maršálek Království českého († 25. ledna 1871)
- 1840 – Gabriel Max, česko-německý malíř († 24. listopadu 1915)
- 1847 – Gustav Láska, kontrabasista, hudební skladatel, dirigent, varhaník a malíř († 16. října 1928)
- 1851 – Alois Jirásek, spisovatel († 12. března 1930)
- 1862 – Jan Kotrč, šachista († 17. října 1943)
- 1869 – Jan Rous, národopisný pracovník a kronikář († 19. ledna 1950)
- 1870 – Josef Benoni, dramatik, spisovatel a impresionistický malíř († 10. února 1957)
- 1871 – Alois Václav Horňanský, učitel, vinařský buditel († 3. července 1938)
- 1872 – Jaromír Herle, hudební skladatel a sbormistr († 30. listopadu 1945)
- 1873 – František Houska, kynolog a spisovatel († 28. srpna 1945)
- 1878
  - Arnošt Czech z Czechenherzu, spisovatel († 26. prosince 1951)
  - Fritz Oehlinger, československý politik německé národnosti († 8. října 1957)
- 1883 – František Havel, generál († 20. dubna 1958)
- 1885 – Stanislav Ondříček, houslista a hudební pedagog († 16. července 1953)
- 1899 – Míla Mellanová, herečka († 23. března 1964)
- 1900 – Ernst Křenek, americký hudební skladatel a pedagog českého původu († 22. prosince 1991)
- 1911 – Ladislav Babůrek, malíř († 9. ledna 1973)
- 1914 – Karel Průcha, československý fotbalový reprezentant
- 1915 – Ludvík Cupal, voják a příslušník výsadkové operace Tin († 15. ledna 1943)
- 1916 – František Vaněk, generální vikář pražské arcidiecéze († 20. září 1986)
- 1919 – František Mizera, československý hokejový reprezentant († 21. ledna 1994)
- 1924 – Ivo Fischer, básník, spisovatel a překladatel († 6. prosince 1990)
- 1925 – Milan Machovec, filozof († 15. ledna 2003)
- 1926 – Jaroslav Šajn, sochař († 23. dubna 1995)
- 1930 – Josef Petráň, historik († 3. prosince 2017)
- 1932 – Vladimír Votýpka, spisovatel, žurnalista a fotograf
- 1935
  - Eva Hajičová, jazykovědkyně a profesorka lingvistiky
  - Libuše Švormová, herečka
- 1942 – Josef Hájek, primátor Prahy
- 1946 – Vlastimil Marek, hudebník, zenový buddhista, spisovatel († 16. března 2021)
- 1950 – Lenka Kocierzová, malířka, grafička
- 1951 – Petr Šabach, spisovatel († 16. září 2017)
- 1954 – Stanislav Štech, profesor psychologie
- 1956 – Karel Jarolím, fotbalový trenér
- 1958 – Karel Plíhal, písničkář
- 1959 – Petr Jančárek, scenárista, režisér, kameraman a fotograf
- 1966 – Ondřej Černý, signatář Charty 77, spoluzakladatel Nezávislého mírového sdružení, novinář
- 1973 – Adam B. Sychrow, zpěvák, muzikálový herec, hudební pedagog
- 1974 – Martin Kocanda, manažer
- 1978 – Johana Gazdíková, divadelní herečka
- 1981 – Markéta Prášková, spisovatelka
- 1984 – Štěpán Benoni, herec a scenárista

### Svět

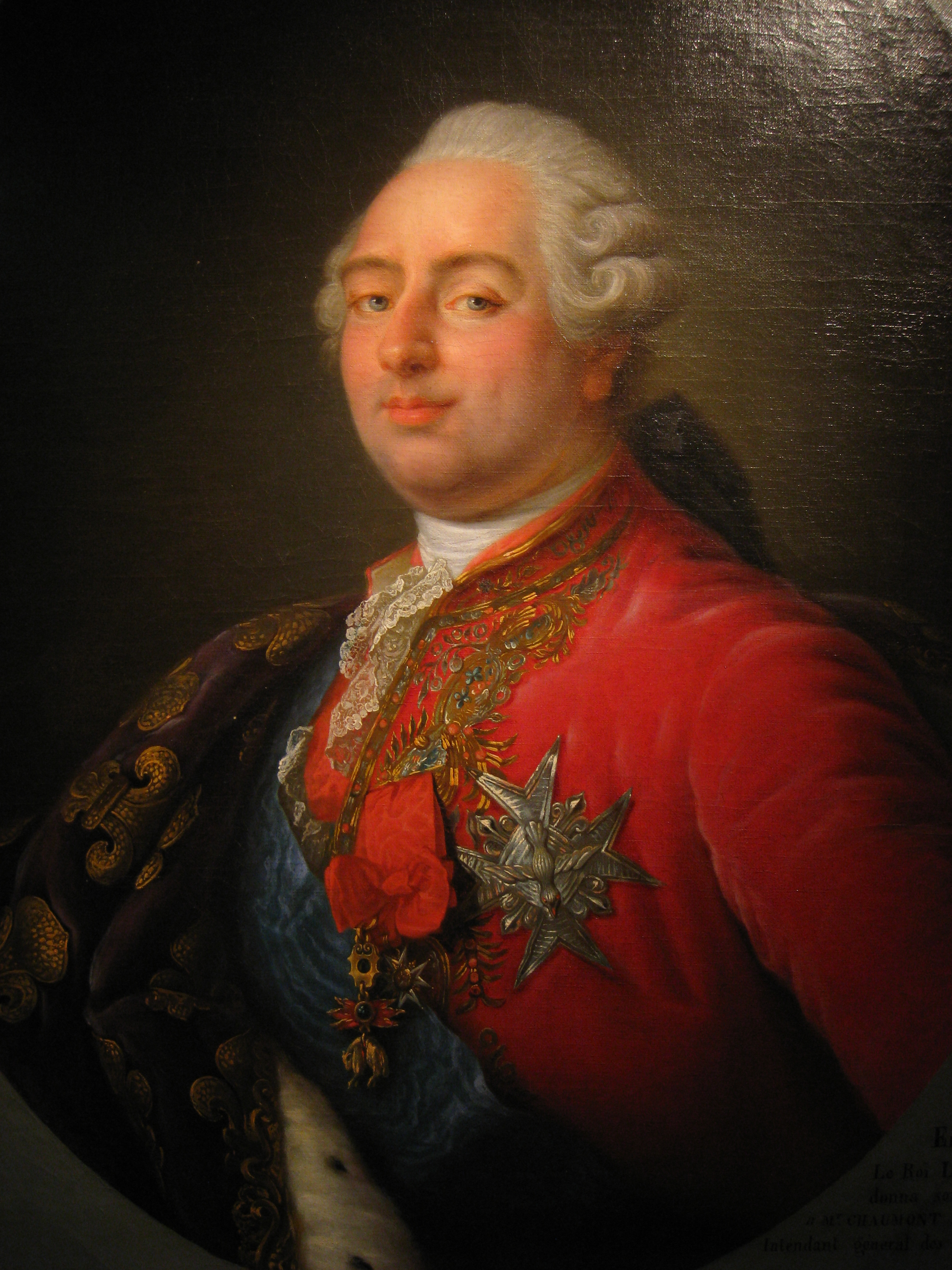
Ludvík XVI. (* 1754)

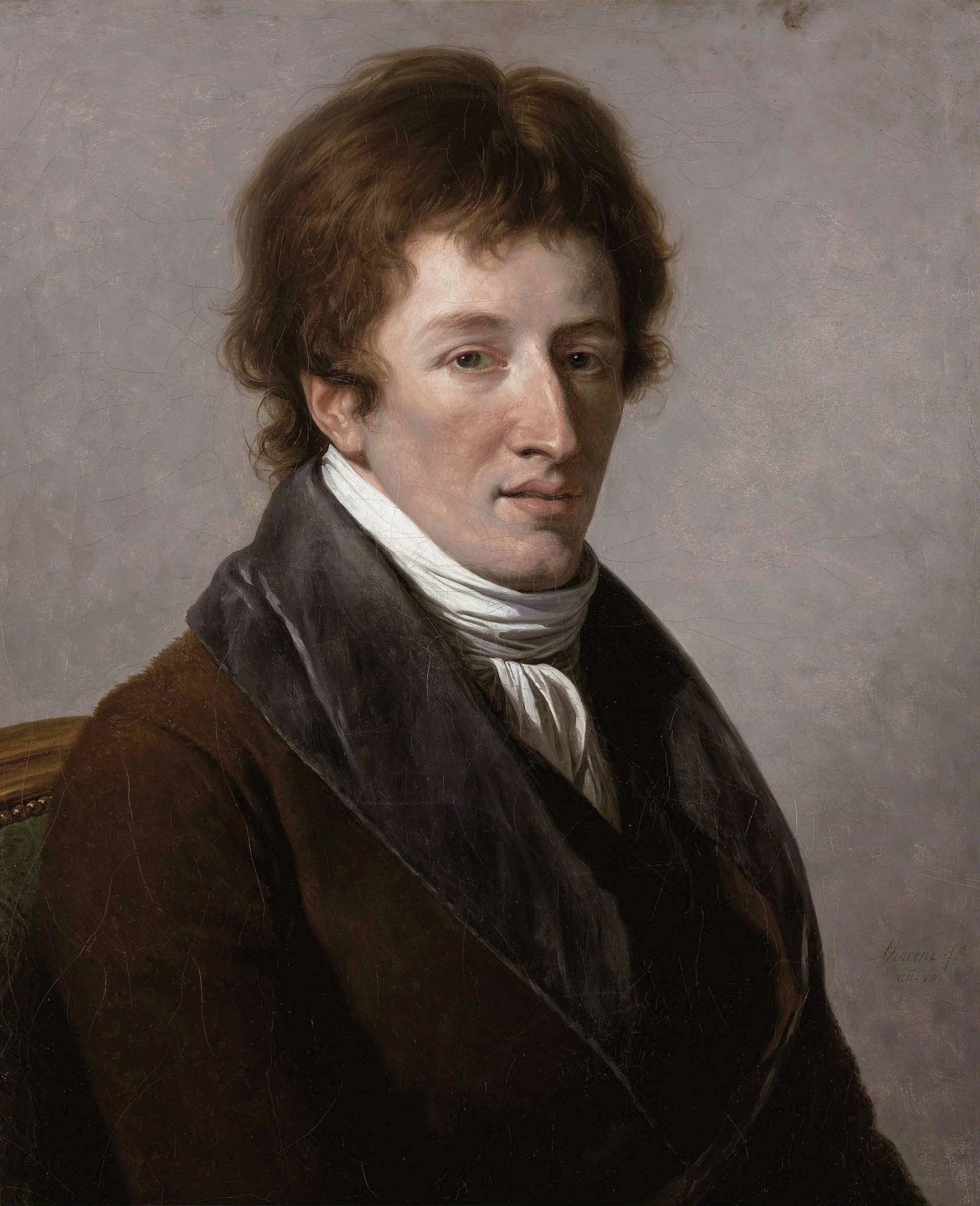
Georges Cuvier (* 1769)

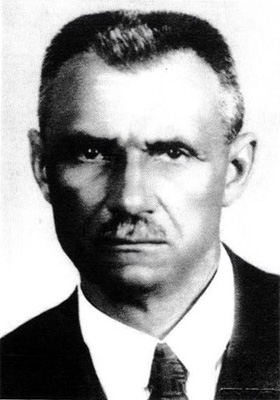
Dušan Jurkovič (* 1868)

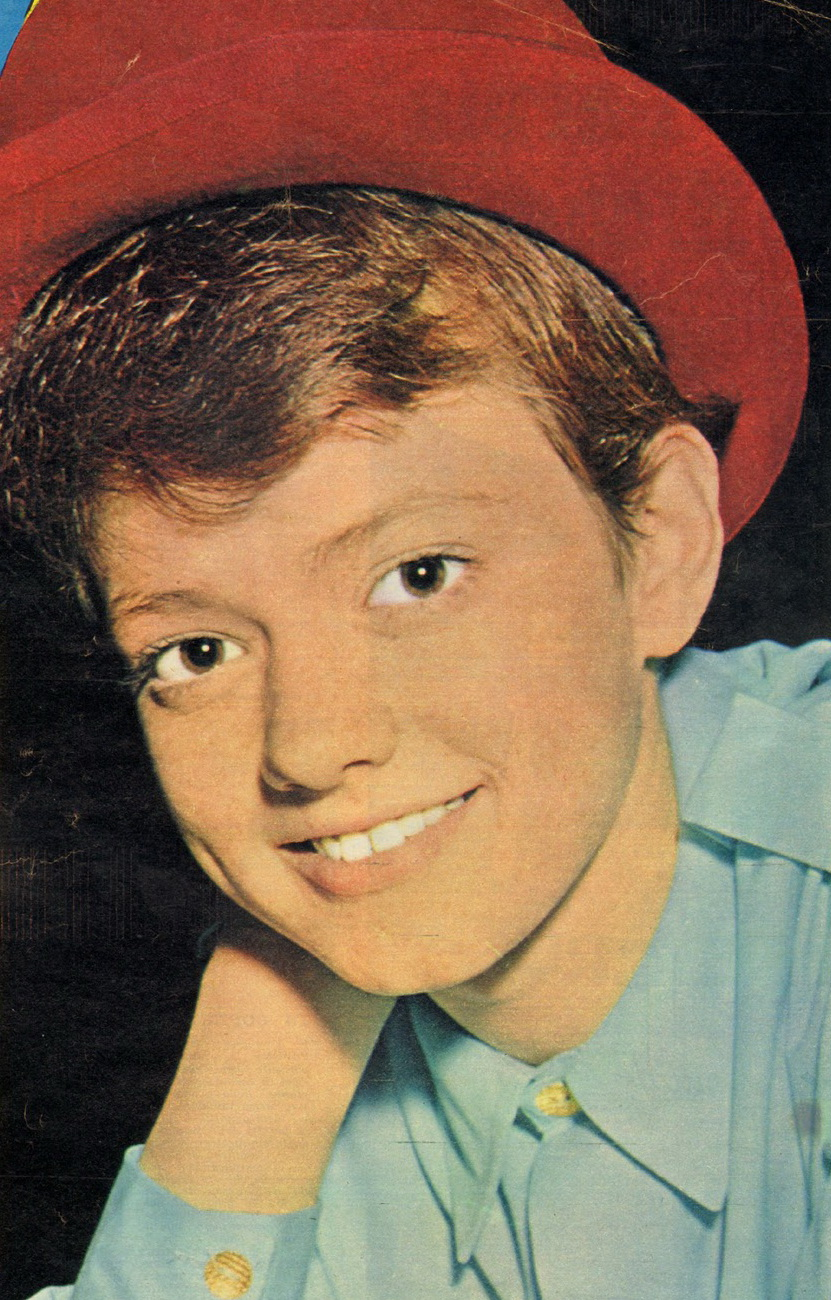
Rita Pavone (* 1945)

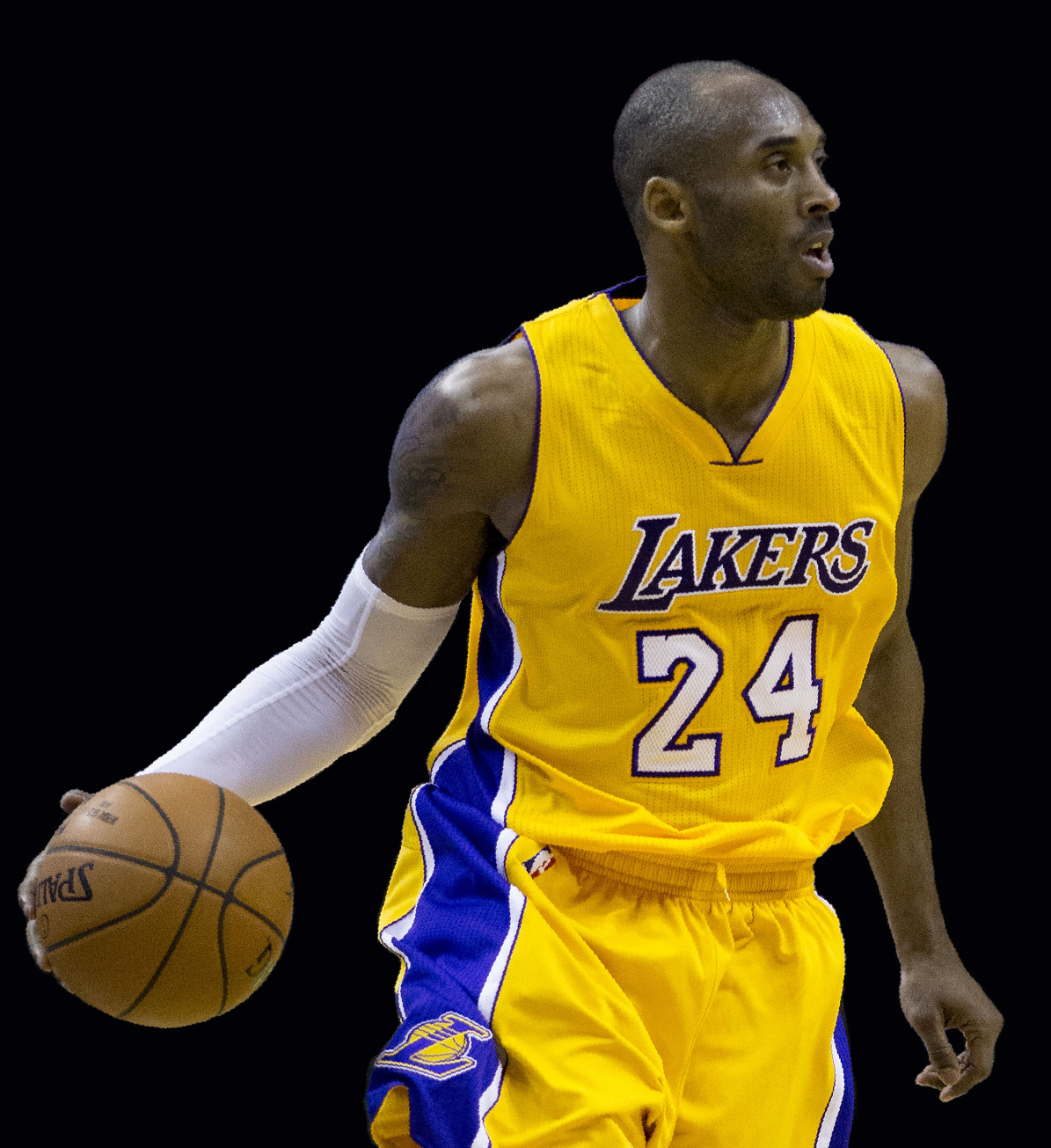
Kobe Bryant (* 1978)

- 0686 – Karel Martel, majordomus, faktický vládce Francké říše († 741)
- 1486 – Siegmund von Herberstein, rakouský diplomat († 28. března 1566)
- 1517 – František I. Lotrinský, lotrinský vévoda († 12. června 1545)
- 1524 – François Hotman, francouzský spisovatel († 12. února 1590)
- 1740 – Ivan VI. Antonovič, ruský car († 16. července 1764)
- 1741 – Jean-François de La Pérouse, francouzský námořní důstojník a objevitel († 1788)
- 1754 – Ludvík XVI., francouzský král († 21. ledna 1793)
- 1769 – Georges Cuvier, francouzský zoolog († 13. května 1832)
- 1776 – Józef Maria Hoene-Wroński, polský filozof a matematik († 9. srpna 1853)
- 1805 – Anton von Schmerling, rakouský politik a právník († 23. května 1893)
- 1811 – Auguste Bravais, francouzský přírodovědec († 30. března 1863)
- 1813 – Ján Šimor, ostřihomský arcibiskup, uherský primas a kardinál († 23. ledna 1891)
- 1822 – Peter le Page Renouf, britský egyptolog († 14. října 1897)
- 1842 – Osborne Reynolds, anglický fyzik († 21. února 1912)
- 1852 – Arnold Toynbee, britský historik ekonom († 9. března 1883)
- 1858 – Josef von Schenk, ministr spravedlnosti Předlitavska († 16. dubna 1944)
- 1864 – Eleftherios Venizelos, předsedy vlády řeckého státu († 18. března 1936)
- 1867 – Marcel Schwob, francouzský symbolistický básník a spisovatel († 12. února 1905)
- 1868
  - Dušan Jurkovič, slovenský architekt († 21. prosince 1947)
  - Paul Otlet, belgický právník, spisovatel a mírový aktivista († 10. prosince 1944)
  - Quidó Hoepfner, maďarský architekt († 26. února 1945)
- 1840 – Gabriel Max, česko-německý malíř († 24. listopadu 1915)
- 1880 – Alexandr Grin, ruský sovětský spisovatel († 8. července 1932)
- 1899 – Ľudovít Benada, předseda Slovenské národní rady († 13. června 1973)
- 1903 – Matúš Černák, slovenský politik a diplomat († 5. července 1955)
- 1908 – Arthur Adamov, francouzský dramatik († 15. března 1970)
- 1910
  - Giuseppe Meazza, italský fotbalista († 21. srpna 1979)
  - Alfons Maria Stickler, rakouský kardinál († 12. prosince 2007)
- 1911
  - Elizabeth Robinsonová, americká sprinterka, dvojnásobná olympijská vítězka († 18. května 1999)
  - Birger Ruud, norský lyžař, olympijský vítěz († 13. června 1998)
- 1912 – Gene Kelly, americký tanečník a herec († 2. února 1996)
- 1915 – Antonio Innocenti, italský kardinál († 6. září 2008)
- 1916 – Nils-Olof Franzén, švédský spisovatel († 24. února 1997)
- 1918 – Vladimir Racek, sovětský horolezec a geograf českého původu († 10. listopadu 1980)
- 1921 – Kenneth Arrow, americký ekonom († 21. února 2017)
- 1922 – Eevi Huttunenová, finská rychlobruslařka († 3. prosince 2015)
- 1923
  - Zofia Posmysz, polská spisovatelka a scenáristka († 8. srpna 2022)
  - Edgar Frank Codd, americký matematik († 18. dubna 2003)
- 1924
  - Robert Solow, americký ekonom, nositel Nobelovy ceny († 21. prosince 2023)
  - Ephraim Kishon, židovský spisovatel († 29. ledna 2005)
- 1926 – Clifford Geertz, americký antropolog († 30. října 2006)
- 1927
  - Ľubor Kresák, slovenský astronom († 20. ledna 1994)
  - Martial Solal, francouzský klavírista († 12. prosince 2024)
- 1930 – Michel Rocard, francouzský premiér  († 2. července 2016)
- 1931 – Barbara Edenová, americká herečka
- 1932 – Houari Boumédiène, druhý prezident nezávislého Alžírska († 27. prosince 1978)
- 1933 – Robert Curl, americký chemik, nositel Nobelovy ceny († 3. července 2022)
- 1934 – Carlos Amigo Vallejo, španělský kardinál († 27. dubna 2022)
- 1938 – Viva, americká herečka
- 1940 – Thomas A. Steitz, americký biochemik, nositel Nobelovy ceny († 9. října 2018)
- 1942 – Nancy Richeyová, americká profesionální tenistka
- 1943 – Pino Presti, italský basový kytarista, aranžér, skladatel, dirigent, hudební producent
- 1945
  - Rita Pavone, italská zpěvačka a herečka
  - Bob Peck, britský divadelní, televizní a filmový herec († 4. dubna 1999)
- 1946 – Keith Moon, bubeník anglické rockové skupiny The Who († 7. září 1978)
- 1947
  - William Russell, britský dramatik, textař a hudební skladatel
  - Linda Thompson, britská zpěvačka
- 1948 – Jurij Jechanurov, ukrajinský premiér
- 1949 – Rick Springfield, australský hudebník a herec
- 1950 – Izabela Jarugová-Nowacka, polská politička († 10. dubna 2010)
- 1951 – Achmat Kadyrov, prezident Čečenské republiky († 9. května 2004)
- 1952 – Klaus-Dietrich Flade, německý zkušební pilot a bývalý kosmonaut
- 1953
  - Artūras Paulauskas, předseda litevského seimu, zastupující prezident
  - Randy Williams, americký olympijský vítěz ve skoku do dálky
- 1956 – David Wolf, americký astronaut
- 1959 – Randall Woolf, americký hudební skladatel
- 1967
  - Dominic Antonelli, americký pilot a astronaut
  - Markus Ketterer, finský hokejový brankář
- 1970 – Brad Mehldau, jazzový pianista
- 1970 – River Jude Phoenix, americký herec († 31. října 1993)
- 1971 – Gretchen Whitmerová, americká politička
- 1974 – Konstantin Novoselov, ruský fyzik, nositel Nobelovy ceny za fyziku za rok 2010
- 1976 – Scott Caan, americký herec
- 1978 – Kobe Bryant, americký basketbalista († 26. ledna 2020)
- 1982 – Natalie Coughlinová, americká plavkyně
- 1983 – Sergej Kuď-Sverčkov, rusko-kazachstánský inženýr a kosmonaut
- 1987 – Murielle Ahouréová, sprinterka z Pobřeží slonoviny
- 1988 – Olga Govorcovová, běloruská tenistka
- 1995 – Cameron Norrie, britský tenista

## Úmrtí
Automatický abecedně řazený seznam viz Kategorie:Úmrtí 23. srpna

### Česko

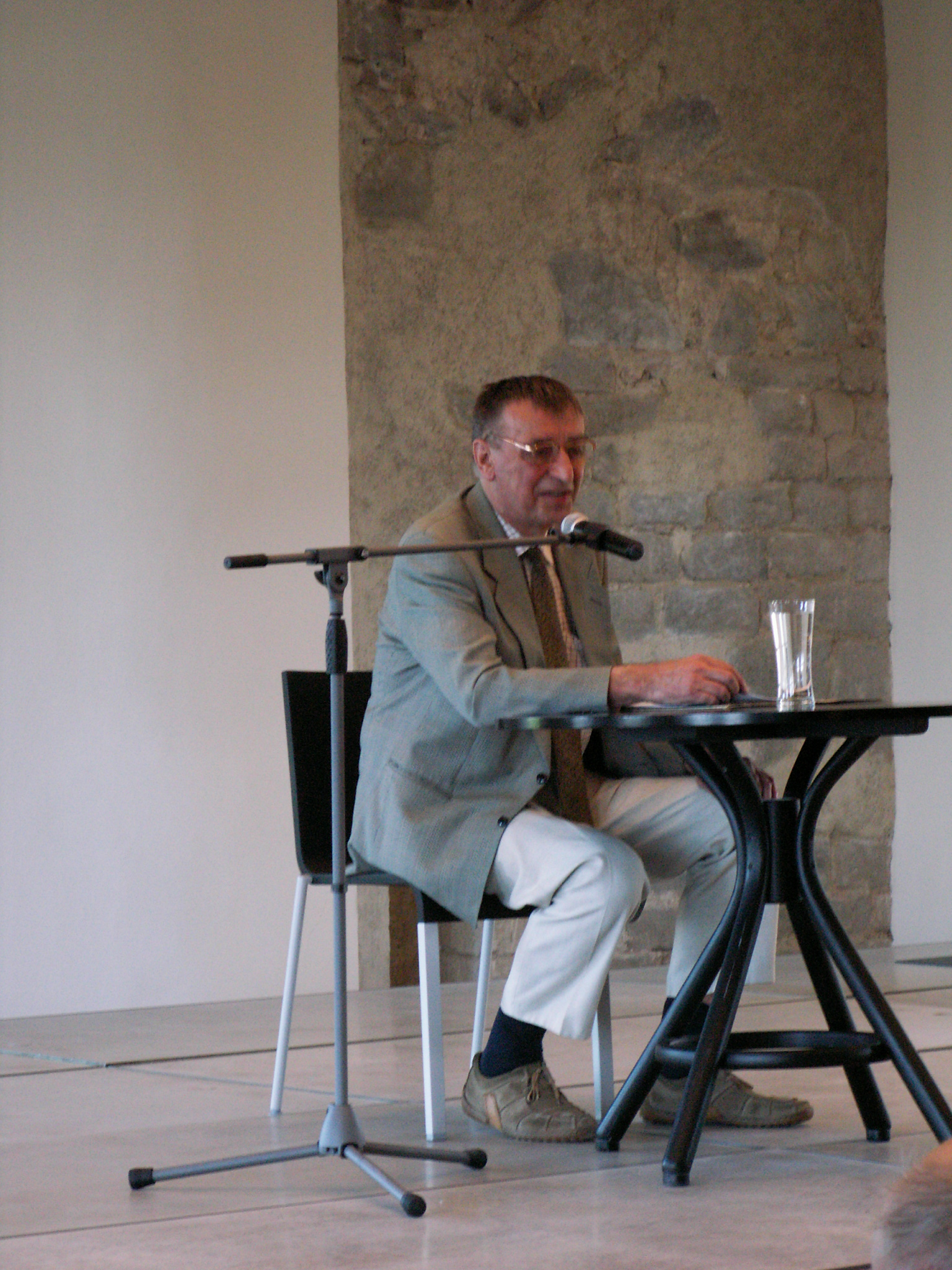
Dušan Třeštík († 2007)

- 1427 – Zikmund Albík z Uničova, osobní lékař krále Václava IV. (* zřejmě 1358)
- 1712 – Jan Kryštof Liška, barokní malíř (* 1650)
- 1855 – Vincenc Janalík, kněz, spisovatel a sběratel lidových písní (* 21. ledna 1804)
- 1867 – Leopold von Lämmel, podnikatel, politik a finančník německé národnosti (* 18. září 1790)
- 1874 – Ignác Řivnáč, kněz, vlastenec, sběratel obrazů (* 16. října 1804)
- 1879 – Jan Bohumil Ceyp z Peclinovce, psychiatr (* 8. prosince 1835)
- 1888 – Adalbert Widmann, moravský zemský hejtman (* 14. ledna 1804)
- 1912 – Josef Němeček, čestný kanovník Katedrální kapituly u sv. Štěpána v Litoměřicích (* 2. března 1824)
- 1947 – Matěj Netval, právník a překladatel (* 4. února 1859)
- 1951 – Antonín Šolc, československý politik (* 29. dubna 1879)
- 1960
  - Jaroslav Baumbruck, výtvarník, akademický malíř a ilustrátor (* 23. listopadu 1921)
  - Bedřich Andres, profesor občanského práva (* 23. května 1898)
- 1974 – Mikuláš Medek, malíř (* 3. listopadu 1926)
- 1979 – Miloš Willig, herec (* 28. ledna 1921)
- 1980 – Miroslav Burian, muzejní pracovník a spisovatel (* 24. listopadu 1902)
- 1981 – Jiřina Šejbalová, operní pěvkyně a herečka (* 17. září 1905)
- 1982 – Antonie Kleinerová, politička (* 23. března 1901)
- 1984 – Victor Fürth, architekt a pedagog židovského původu (* 16. února 1893)
- 1985 – Bohumila Bednářová, přírodovědkyně, astrofyzička a astronomka (* 7. února 1904)
- 1995 – Jaroslava Bajerová, sportovní gymnastka, stříbrná medaile LOH 1936 (* 1. dubna 1910)
- 1997
  - Miloslav Jágr, průmyslový výtvarník a malíř (* 8. června 1927)
  - Jan Šejna, politik a generál (* 12. května 1927)
- 2002 – Vladimír Svitáček, herec, scenárista a režisér (* 17. února 1921)
- 2003 – Josef Červinka, rozhlasový režisér, herec a překladatel (* 16. června 1915)
- 2005 – Josef Liesler, malíř (* 19. září 1912)
- 2007 – Dušan Třeštík, historik a publicista (* 1. srpna 1933)
- 2011
  - Blanka Vikusová, herečka (* 28. května 1925)
  - Markéta Fialková, disidentka a diplomatka (* 27. března 1956)
- 2015 – Jiří Bouda, grafik, malíř a ilustrátor (* 5. května 1934)

### Svět

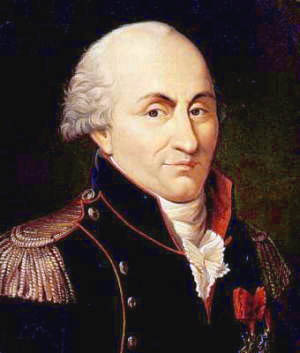
Charles-Augustin de Coulomb († 1806)

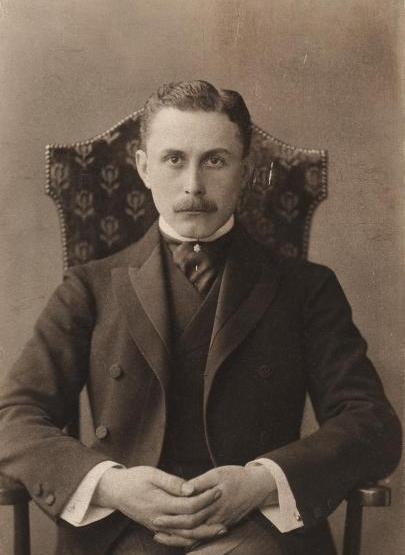
Adolf Loos († 1933)

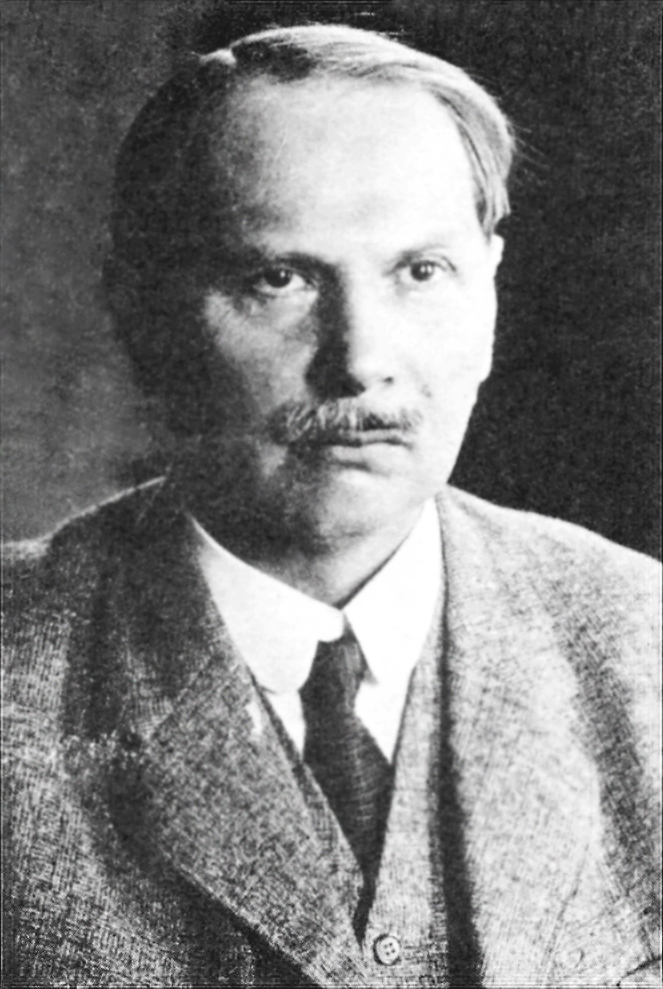
Viktor Kaplan († 1934)

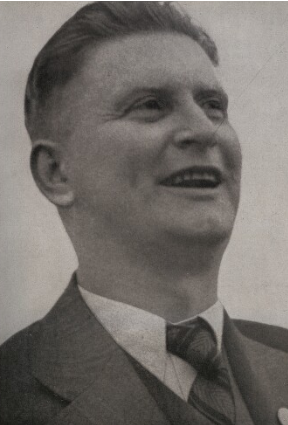
Jan Antonín Baťa († 1965)

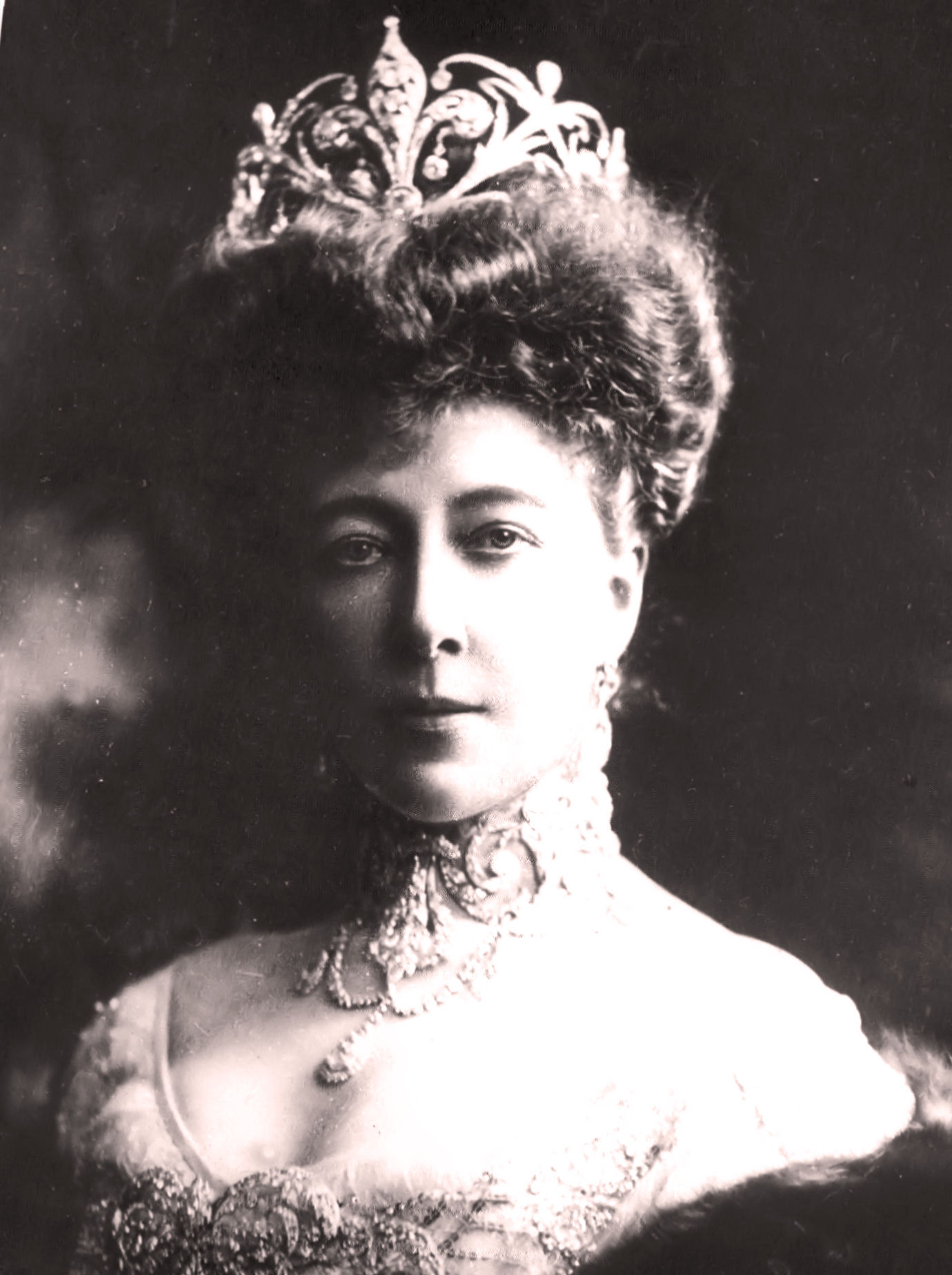
Štěpánka Belgická († 1945)

- 1305 – William Wallace, skotský statkář a národní hrdina (* asi 1270)
- 1363 – Čchen Jou-liang, zakladatel povstaleckého státu a dynastie Velká Chan (* 1320)
- 1387 – Olaf II. Dánský, dánský král (* 1370)
- 1498 – Isabela Aragonská (1470), portugalská královna (* 2. října 1470)
- 1591 – Luis de León, španělský teolog a básník (* 1527)
- 1628 – George Villiers, 1. vévoda z Buckinghamu, britský šlechtic a oblíbenec krále Karla I. (* 28. srpna 1592)
- 1725 – Christian August Saský, uherský primas, ostřihomský arcibiskup (* 9. října 1666)
- 1777 – Giuseppe Sellitto, italský hudební skladatel a varhaník (* 22. března 1700)
- 1780 – Marie Anne de Vichy-Chamrond, markýza du Deffand, francouzská spisovatelka, mecenáška umění, známá svým společenským salónem (* 25. září 1696/1697)
- 1799 – Franz Xaver Widerhoffer, rakouský hudební skladatel období klasicismu
- 1806 – Charles-Augustin de Coulomb, francouzský fyzik (* 14. června 1736)
- 1831 – Ferenc Kazinczy, maďarský šlechtic a jazykovědec (* 27. října 1759)
- 1845 – Amédée Louis Michel Lepeletier, francouzský entomolog (* 9. října 1770)
- 1887 – Sarah Yorke Jacksonová, snacha 7. prezidenta USA Andrewa Jacksona, první dáma USA (* 16. července 1803)
- 1888 – Philip Henry Gosse, britský přírodovědec (* 6. dubna 1810)
- 1892 – Deodoro da Fonseca, brazilský prezident (* 5. srpna 1827)
- 1898 – Félicien Rops, belgický malíř, litograf a karikaturista (* 7. července 1833)
- 1906 – Stevan Sremac, srbský spisovatel (* 23. listopadu 1855)
- 1909 – Liu O, čínský spisovatel (* 18. října 1857)
- 1915 – Eugène Ducretet, francouzský vynálezce (* 27. listopadu 1844)
- 1926 – Rudolph Valentino, americký herec (* 6. května 1895)
- 1933 – Adolf Loos, česko-rakouský klasik moderní architektury (* 10. prosince 1870)
- 1934 – Viktor Kaplan, rakouský vynálezce (* 1876)
- 1937 – Albert Roussel, francouzský hudební skladatel (* 5. dubna 1869)
- 1944 – Jaroslav Vacek, legionář a odbojář (* 10. listopadu 1894)
- 1945
  - Štěpánka Belgická, manželka následníka rakouského trůnu Rudolfa (* 21. května 1864)
  - Leo Borchard, německý dirigent (* 31. května 1899)
- 1951 – Ernesto Eugenio Filippi, vatikánský diplomat (* 17. března 1879)
- 1961 – Beals Wright, americký tenista (* 19. prosince 1879)
- 1965
  - Rudolf Abderhalden, švýcarský fyziolog a patolog (* 8. října 1910)
  - Jan Antonín Baťa, český podnikatel a národohospodář (* 7. března 1898)
- 1972 – Arthur Russell, britský olympijský vítěz na 3000 metrů překážek (* 13. března 1886)
- 1977 – Naum Gabo, ruský sochař, malíř a architekt (* 5. srpna 1890)
- 1982 – Stanford Moore, americký biochemik, nositel Nobelovy ceny (* 4. září 1913)
- 1987 – Didier Pironi, francouzský automobilový závodník (* 26. března 1952)
- 1989 – Ronald David Laing, skotský psychiatr (* 7. října 1927)
- 1992 – Francis Leroy Stewart, americký fotograf (* 22. července 1909)
- 1993
  - Ofira Navonová, izraelská psycholožka, manželka prezidenta Jicchaka Navona (* 21. ledna 1936)
  - Edvard Ravnikar, slovinský architekt (* 4. prosince 1907)
- 1997 – John Kendrew, anglický biochemik, nositel Nobelovy ceny (* 24. března 1917)
- 2005 – Brock Peters, americký herec (* 2. července 1927)
- 2006
  - Maynard Ferguson, kanadský trumpetista (* 4. května 1928)
  - Marie Tharpová, americká geoložka a oceánografická kartografka (* 30. července 1920)
- 2008
  - Thomas Huckle Weller, americký bakteriolog, nositel Nobelovy ceny (* 15. června 1915)
  - Jimmy Cleveland, americký pozounista (* 3. května 1926)
- 2009 – Pierre Samuel, francouzský matematik (* 12. září 1921)
- 2012
  - Byard Lancaster, americký saxofonista (* 6. srpna 1942)
  - Fritz Fellner, rakouský historik (* 25. prosince 1922)
- 2014 – Jorma Koivulehto, finský lingvista (* 12. října 1934)
- 2019 – Egon Zimmermann, rakouský alpský lyžař (* 8. února 1939)
- 2020 – Charlie Persip, americký jazzový bubeník (* 26. července 1929)
- 2021 – Jean-Luc Nancy, francouzský filosof (* 26. července 1940)
- 2022 – Creed Taylor, americký hudební producent (* 13. května 1929)
- 2023
  - Jevgenij Prigožin, ruský oligarcha a velitel Wagnerovy skupiny (* 1. červen 1961)
  - Dmitrij Utkin, ruský důstojník a velitel Wagnerovy skupiny (* 11. červen 1970)
- 2024 – Peter Lundgren, švédský tenista a trenér (* 29. ledna 1965)

## Svátky

### Česko
- Sandra

### Svět
- Mezinárodní den památky obětí obchodu s otroky
- Evropský den památky obětí stalinismu a nacismu (Mezinárodní den černé stuhy)
- Rumunsko: Den osvobození od fašismu
- Svazijsko: Umhlanga Day
- Církevní kalendář: Svatý Linus – druhý v řadě papežů, nástupce svatého Petra